# Epilobium hirtigerum
Epilobium hirtigerum är en dunörtsväxtart som beskrevs av Allan Cunningham. Epilobium hirtigerum ingår i släktet dunörter, och familjen dunörtsväxter. Inga underarter finns listade i Catalogue of Life.